# فایز خضور
فایز علی خضور ( ۱۳۲۱ - ۱۸ اردیبهشت ۱۴۰۰ )، شاعر سوری، متولد قامشلی است. او اصالتا اهل شهر سلامیه می‌باشد که در دمشق درگذشت. شغل روزنامه نگاری را در دمشق و بیروت انجام داد و دارای چندین مجموعه شعری است.    

## زندگینامه
او مراحل اولیه تحصیل خود را در چندین استان و در ادبیات عربی آموخت، و سپس در سال ۱۳۴۴ از دانشگاه دمشق فارغ التحصیل لیسانس ادبیات عربی شد. در سال ۱۳۴۴ به مدت یک سال تدریس کرد، سپس در روزنامه نگاری فرهنگی بین دمشق و بیروت کار کرد و در بخش نسخه های خطی اتحادیه نویسندگان عرب در دمشق از سال ۱۳۵۰ ادامه داد. 
او فعالیت ادبی خود را از اواخر دهه پنجاه آغاز کرد. از اواخر سال ۱۳۵۵ برای اولین بار در روزنامه ها و مجلات سوریه، لبنان و فلسطین منتشر شد. وی در جشن ها و گردهمایی‌های ادبی شعری بسیاری در سوریه مشارکت داشته است. وی از اعضای انجمن شعر بود و در سال ۱۳۷۴ از آن بازنشسته شد و در اتحادیه نویسندگان عرب از سال ۱۳۵۰ تا زمان خروج وی فعالیت کرد.او همچنین وظایف دبیرخانه تحریریه روزنامه هفته ادبی و سمت ادبی در دمشق را بر عهده داشت.

### دیوان های شعری
- الظل وحارس المقبرة، ۱۳۴۴. [۷]
- صهیل الریاح الخرساء، ۱۳۴۸.
- عندما یهاجر السنونو، ۱۳۵۰.
- أمطار فی حریق المدینة، ۱۳۵۱.
- كتاب الانتظار، ۱۳۵۲.
- ویبدأ طقس المقابر، ۱۳۵۵.
- غبار الشتاء، ۱۳۵۷.
- الرصاص لایحب المبیت باكراً، ۱۳۵۸.
- آداد، ۱۳۶۰.
- ثمار الجلید، ۱۳۶۲.
- سلماس، ۱۳۶۴.
- دیوان فایز خضور، المجلد الأول، 1366.
- نذیر الارجوان، ۱۳۶۷.
- ستائر الأیام الرجیمة، ۱۳۶۹.
- حصار الجهات العشر، ۱۳۷۱.
- قدارس الهلاك، ۱۳۷۳.
- مصادفات، ۱۳۷۷.

### آثار منثور
- فضاء الوجه الآخر، مختاران نثریة، 1367.

## نوشته ها در مورد شاعر
عمادالدین طالبی مظاهری پایان نامه کارشناسی ارشد خود را در دانشگاه فردوسی ایران با عنوان «بررسی شعر شکست (پسرفت) در اشعار فایز خضور»  نوشت. پایان نامه وی اولین نگاشته در میان پایان نامه ها در موضوع ادبیات شکست محسوب می‌شود. این پژوهش با تکیه بر رویکرد توصیفی- تحلیلی و بر اساس افسانه‌های طبیعی در اشعار شکست، به بررسی مظاهر شکست در اشعار شاعر پرداخته و سعی در بررسی مظاهر تباهی و نابودی در اشعار فایز خضور دارد.

## وفات
فایز خضور در صبح روز یکشنبه 27 رمضان 1442 هجری قمری برابر با 9 می 2021 میلادی در دمشق در سن 79 سالگی درگذشت. وی در قبرستان شهر سلمیه به خاک سپرده شد.